# Паризька (зупинний пункт)
Пари́зька — пасажирський залізничний зупинний пункт Одеської дирекції Одеської залізниці на неелектрифікованій  лінії Арциз — Басарабяска між станціями Арциз (12 км) та Березине (23 км). Розташований у селі Веселий Кут Болградського району Одеської області.